# NGC 1206
NGC 1206 est une lointaine galaxie elliptique située dans la constellation de l'Éridan. Elle a été découverte par l'astronome américain Francis Leavenworth en 1886.

## Caractéristiques
Sa vitesse par rapport au fond diffus cosmologique est de 10 281 ± 101 km/s, ce qui correspond à une distance de Hubble de 152 ± 11 Mpc (∼496 millions d'al).
NGC 1206 est une galaxie du champ, c'est-à-dire qu'elle n'appartient pas à un amas ou un groupe et qu'elle est donc gravitationnellement isolée.